# Нонии
Нониите (на латински: gens Nonia) са фамилия от Древен Рим. Клонът на фамилията Nonii Asprenates Аспренат са роднини на император Тиберий.
Известни с това име:
- Луций Ноний Аспренат, суфектконсул 36 пр.н.е.
- Нония Пола, роднина на Тиберий, съпруга на Луций Волузий Сатурнин и майка на Луций Волузий Сатурнин (суфектконсул 3 г.)
- Луций Ноний Аспренат, сенатор, съпруг на Квинтилия, сестра на Публий Квинтилий Вар.
- Луций Ноний Аспренат (консул 6 г.), суфектконсул 6 г.[2]
- Секст Ноний Квинтилиан, консул 8 г.
- Секст Ноний Квинтилиан (консул 38 г.), суфектконсул 38 г.
- Луций Ноний Аспренат (консул 29 г.), суфектконсул 29 г.
- Ноний Аспренат Калпурний (Торкват?), син на суфектконсул от 6 г., брат на суфектконсулите от 29 г.и 38 г.
- Луций Ноний Калпурний Аспренат (Торкват?), суфектконсул между 70 и 74/78 г., женен за Ария Калпурния.
- Луций Ноний Калпурний Торкват Аспренат, консул 94 и 128 г.
- Марк Ноний Макрин, суфектконсул 154 г., женен за Ария Цезения Павлина (120 – 161 г.)
- Марк Ноний Арий Муциан Манлий Карбон, вероятно суфектконсул по времето на Комод
- Марк Ноний Арий Муциан, консул 201 г., женен за Секстия Азиния Пола
- Нония Целса, съпруга на император Макрин (217 – 218), майка на император Диадумениан (* 208 г.)
- Ноний Филип, управител на Британия (Britannia Inferior), 242 г.
- Ноний Марцел, късноримски граматик и лексикограф от 3 и 4 век.

- река Нония в Индия